# اسوه‌نلد
اسوه‌نلد یک سردار وارنگی نیمه افسانه‌ای سده دهم است که در خدمت سویاتوسلاو یکم کیف و خانواده‌اش بود. اطلاعاتی که در مورد وی وجود دارد بسیار ناقص است. با وجود اینکه به نظر می‌رسد وی هیچ گونه ارتباط خویشاوندی‌ با خاندان روریک نداشته است اما به نظر می‌رسد پس از شاهزاده، ثروتمندترین و بانفوذترین رهبر روس‌ها بوده باشد.
اسوه‌نلد به روی قبیله اولیخس شمشیر کشید و برای خود این حق را قرار داد که از آن‌ها و دراولی‌ها باج اخذ کند. به نظر می‌رسد اسوه‌نلد باعث اختلاف بین پسر سویاتوسلاو شاهزاده با برادرش شده باشد. برادر شاهزاده بعدها به انتقام این تضریب، فرمان می‌دهد پسر اسوه‌نلد به نام لیوت را بکشند.
لف گومیلیف تاریخ‌دان پیشنهاد می‌کند بخت بزرگ اسوه‌نلد چنانکه در رویدادنامه نخست در ۹۴۵ ذکر شده است، در شهر بردعه در آلبانیای قفقاز (در آذربایجان امروزی) در لشکرکشی ۹۴۴ گشوده شد